# Hypersara angustifrons
Hypersara angustifrons là một loài ruồi trong họ Tachinidae.